# Johann Gottfried Koehler
Johann Gottfried Koehler (15 de diciembre de 1745 - 19 de septiembre de 1801) fue un astrónomo alemán que descubrió varias nebulosas, constelaciones y galaxias.
Su descubrimiento más famoso es el de la constelación M67, las galaxias elípticas M59 y M60. Estas últimas fueron descubiertas el mismo día: 11 de abril de 1779.
Koehler trabajó con el connotado astrónomo Johann Elert Bode.
- Datos: Q555282